# Hípica als Jocs Olímpics d'estiu de 1960
Als Jocs Olímpics d'Estiu de 1960 celebrats a la ciutat de Roma (Itàlia) es disputaren cinc proves d'hípica: doma clàssica, concurs complet i salts, tant en categoria individual com per equips. La competició es desenvolupà entre els dies 5 i 10 de setembre de 1960 a l'Estadi Olímpic de Roma, als jardins de la Vil·la Borghese i a la població de Rocca di Papa.
Hi participaren un total de 159 genets, entre ells 8 dones, de 29 comitès nacionals diferents.

## Resum de medalles
| Prova                                | Or                                                                                                  | Argent | Bronze                                                                                             |
| Doma clàssica individual Detalls     | Sergei Filatov amb Absent                                                                           | Gustav Fischer amb Wald                                                                                        | Josef Neckermann amb Asbach                                                                        |
| Concurs complet individual Detalls   | Lawrence Morgan amb Salad Days                                                                      | Neale Lavis amb Mirrabooka                                                                                     | Anton Bühler amb Gay Spark                                                                         |
| Concurs complet per equips Detalls   | Austràlia Laurence Morgan amb Salad Days · Neale Lavis amb Mirrabooka · Bill Roycroft amb Our Solo  | Suïssa Anton Bühler amb Gay Spark · Hans Schwarzenbach amb Burn Trout · Rudolf Günthardt amb Atbara            | França Jack le Goff amb Image · Guy Lefrant amb Nicias · Jehan le Roy amb Garden                   |
| Salts d'obstacles individual Detalls | Raimondo D'Inzeo amb Posillipo                                                                      | Piero D'Inzeo amb The Rock                                                                                     | David Broome amb Sunsalve                                                                          |
| Salts d'obstacles per equips Detalls | Alemanya Hans Günter Winkler amb Halla · Fritz Thiedemann amb Meteor · Alwin Schockemöhle amb Ferdl | Estats Units Frank Chapot amb Trail Guide · William Steinkraus amb Ksar d'Esprit · George H. Morris amb Sinjon | Itàlia Raimondo D'Inzeo amb Posillipo · Piero D'Inzeo amb The Rock · Antonio Oppes amb The Scholar |

## Medaller
| Posició | País           | Or | Argent | Bronze | Total |
| 1       | Austràlia      | 2  | 1      | 0      | 3     |
| 2       | Itàlia         | 1  | 1      | 1      | 3     |
| 3       | Alemanya       | 1  | 0      | 1      | 2     |
| 4       | Unió Soviètica | 1  | 0      | 0      | 1     |
| 5       | Suïssa         | 0  | 2      | 1      | 3     |
| 6       | Estats Units   | 0  | 1      | 0      | 1     |
| 7       | França         | 0  | 0      | 1      | 1     |
| 7       | Regne Unit     | 0  | 0      | 1      | 1     |